# Panaxia fasciata
Panaxia fasciata är en fjärilsart som beskrevs av Spuler-hofmann 1910. Panaxia fasciata ingår i släktet Panaxia och familjen björnspinnare. Inga underarter finns listade i Catalogue of Life.